# NGC 784
NGC 784 (другие обозначения — UGC 1501, MCG 5-5-45, ZWG 503.74, KUG 0158+285, IRAS01584+2836, PGC 7671) — спиральная галактика с перемычкой (SBd) в созвездии Треугольник. Видна практически с ребра. Открыта Генрихом Луи Д'Арре в 1865 году. Описание Дрейера: «очень тусклый, крупный, вытянутый объект, возможно, двойной». Входит в число перечисленных в оригинальной редакции «Нового общего каталога».
Галактика NGC 784 входит в состав группы галактик NGC 672. Помимо NGC 784 в группу также входят NGC 672 и IC 1727.
В галактике наблюдается множество областей HII, в которых активно протекают процессы звездообразования.